# Emmerich (Heiliger)

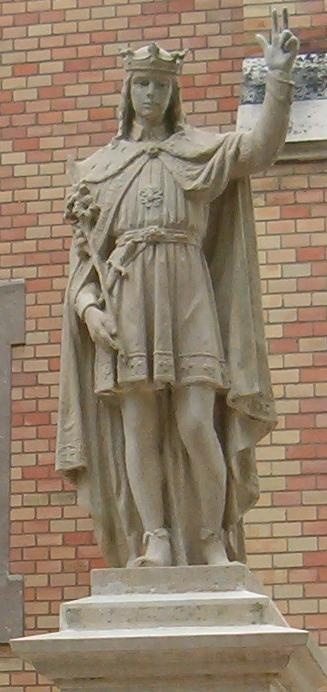
Statue von Emmerich in Máriaremete

Emmerich oder Imre (* um 1000/1007; † 2. September 1031) war ein ungarischer Prinz aus dem Haus der Arpaden, ein Sohn von Stephan I. dem Heiligen König von Ungarn (1000–1038)  und der Gisela von Bayern (* 984/985; † 1060), aus dem Haus der Ottonen, einer Schwester des Kaisers Heinrich II.
In den Chroniken wird er Heinrich bzw. Henricus und auch Emericus genannt. Wahrscheinlich war dies sein ursprünglicher Name, den er nach seinem Onkel, Heinrich II. dem Heiligen, erhalten hatte und der aus dem gleichbedeutenden Haimrich oder Haimerich zu Emericus latinisiert und im Deutschen zu Emmerich oder Emerich wurde.
In der römisch-katholischen Kirche wird er als Heiliger verehrt.

## Leben
Den Legenden nach erhielt Emmerich eine äußerst religiös geprägte Erziehung von Bischof Gellért. Praktizierte Askese soll Alltagsroutine im Leben des jungen Prinzen gewesen sein; er soll wenig geschlafen, stattdessen die Nächte durchgelesen oder gebetet haben. Auch soll er geschworen haben, seine Unschuld zu bewahren, und dies auch nach seiner Vermählung eingehalten haben.
Emmerich hat als einziger Sohn Stephans das Erwachsenenalter erreicht. Chroniken zufolge heiratete er zwar – gemäß dem Wunsch seines Vaters –, doch weitere Informationen über seine Ehe sind rar. Er soll um 1026 die Tochter von Kresimir, einem kroatischen Fürsten, geehelicht haben. Andere Quellen erwähnen dagegen die unbekannte Tochter von Miesko, einem polnischen Fürsten.
Sein Vater, Stephan, bemühte sich, Emmerichs Regierung gut vorzubereiten. Stephan stellte, wie Kaiser Konstantin auch, eine Paränese mit dem Titel „de institutione morum“ für seinen Sohn zusammen. Diese beinhaltete u. a. Ratschläge, Weisheiten und Gebote. Dieses Dokument wurde später in das allgemeine „Corpus Juris“ aufgenommen.
Nachdem Stephan mit den Deutschen Frieden geschlossen hatte, wünschte er schon zu Lebzeiten die Mitregentschaft seines Sohnes und rief die Adligen zusammen, um ihn krönen zu lassen. Doch starb Emmerich am 2. September 1031 unerwartet, vermutlich wegen einer Wunde, die er auf der Jagd bei einem Wildschweinangriff erlitten hatte.
Sein Leben wurde Quelle unterschiedlicher Heldensagen. Zu seinem Grab in Székesfehérvár pilgerten Menschen schon kurz nach seinem Tode.
König Ladislaus I. betrieb die Kanonisation Emmerichs. Diese  erfolgte am 5. November 1083 (durch die Erhebung der Gebeine) zusammen mit der seines Vaters durch Papst Gregor VII. Sein Gedächtnistag ist in Deutschland der 4. November, in Ungarn der 5. November. In den Darstellungen ist er gewöhnlich ein junger Ritter mit einer Lilie als Attribut.
Er war der Namensgeber für zwölf ungarische Ortschaften.